# Abbadia Lariana
Abbadia Lariana je historické městečko v Itálii, v regionu Lombardie, v provincii Lecco, leží pod vrchem San Martino v masivu dolomitických vápenců s množstvím jeskyní, v zálivu jezera Como. V minulosti byla proslulá výrobou hedvábí.

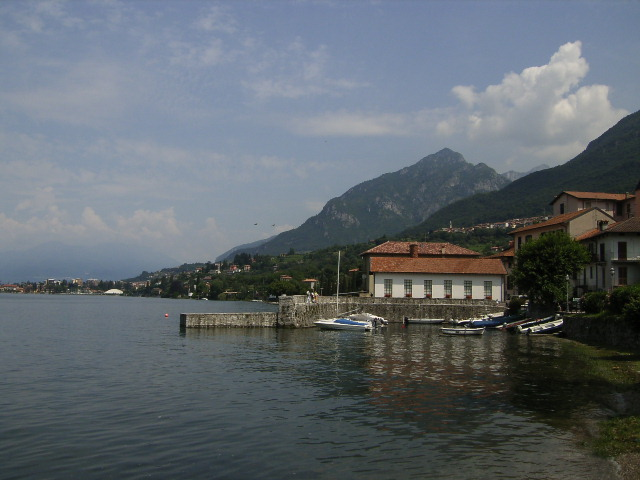
Pohled na masiv od jezera Como

## Historie
Nejstarší doklady osídlení pocházejí z doby římské a galo-románské, patří k nim fragmenty dvou kamenných sarkofágů. Obec vyrostla jako klášterní ves benediktinů kláštera San Pietro di Mandello, který zde v letech 770–772 založil lombardský král Desiderio, předrománské stavby pocházely převážně z 9. století. Od italského označení opatství je odvozen název obce Abbazia. Benediktini klášter ve 13. století opustili a nastěhovali se do něj servité, kteří kostel zasvětili sv. Vincenci a Anastáziovi a odešli roku 1788. Středověké stavby postupně zanikly a na místě původního kostela byl v 17. století založen současný kostel farní. V obci se od 18. století rozvinulo domácké pěstování bource morušového a zpracování jeho kokonů na hedvábí v místní manufaktuře, kterou založil roku 1817 Pietro Monti a po roce 1833 ji rozšířili jeho nástupci. Továrna byla roku 1818 vybavena třípatrovým hydraulickým přadláckým strojem, poháněným vodním kolem, který se dochoval, stejně jako další vybavení dílen. Obec se v té době rozrostla na městečko také díky těžbě kamene.

## Památky
- Farní kostel San Lorenzo (sv. Vavřince) − Bazilika ze 17.–18. století, interiér z 19. století, významný je obraz Madona s dítětem podává svatý opasek svatým Augustinovi, Monice a Dominikovi, bývala zde ještě socha madony, nošená v procesí o pouti, která se dodnes koná vždy první neděli v září. Krucifix – dřevořezba, pravděpodobně z 15. století
- Civico Museo Setificio Monti− Městské muzeum hedvábí bylo otevřeno roku 1989 v bývalé továrně na hedvábí rodiny Monti, provozované do roku 1934 rodinou Cima a roku 1960 odkoupené nadací Abegg Stiftung. Pěstuje a předvádí živé bource morušové, hydraulický stroj na skaní hedvábí tzv. filatorium z roku 1818, další vybavení hedvábnické manufaktury z 19. až raného 20. století a příklady výrobků z hedvábí; za budovou je morušový háj.[2]
- Vodopád Cenghen – nad obcí

## Sousední obce
Ballabio, Brumano (BG), Erve, Galbiate, Garlate, Lecco, Malgrate, Mandello del Lario, Morterone, Pescate, Valmadrera, Vercurago

## Partnerská města
- Brno-Bosonohy[3]
- Gensac-la-Pallue

## Galerie

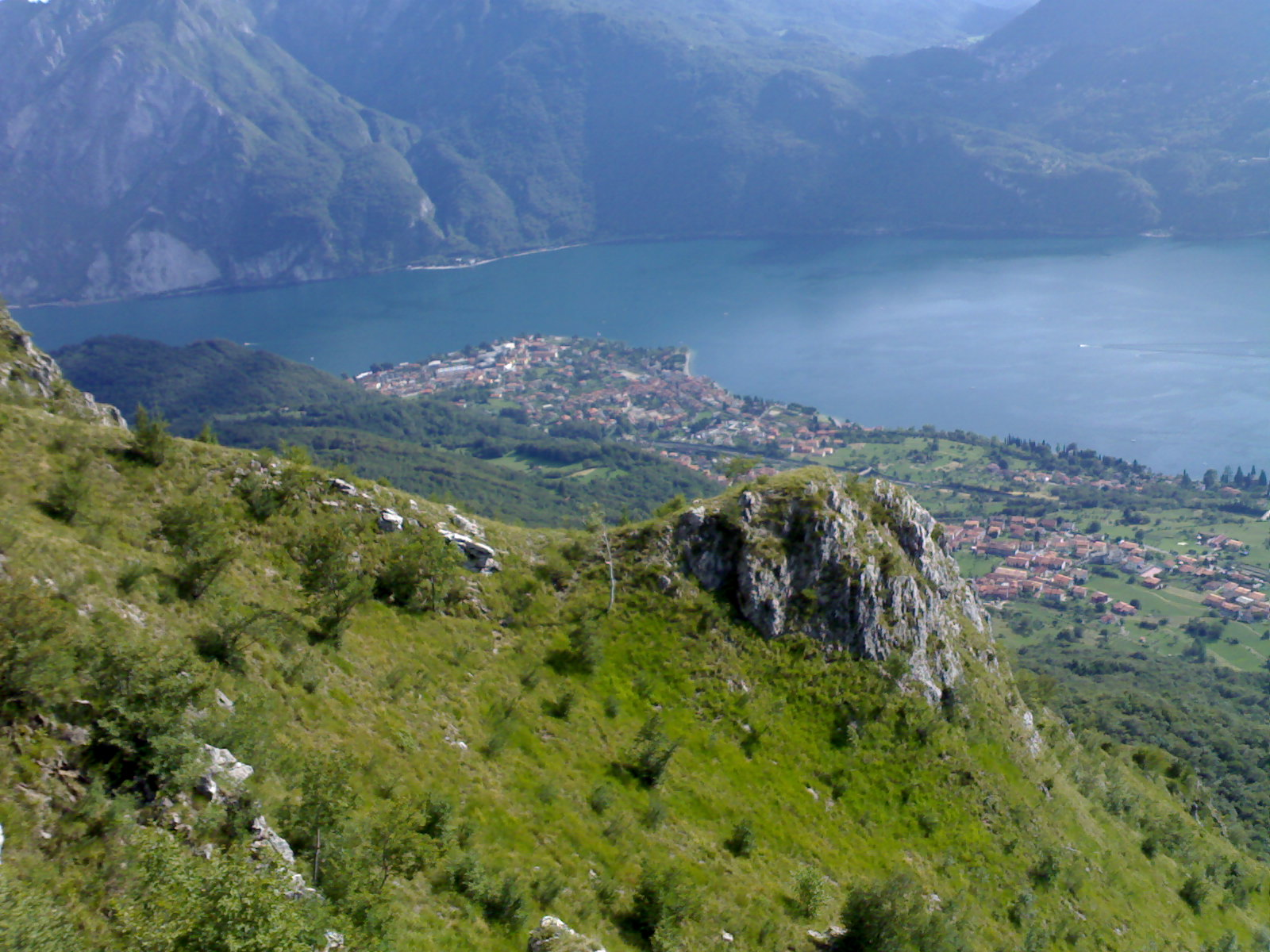
Pohled z hor
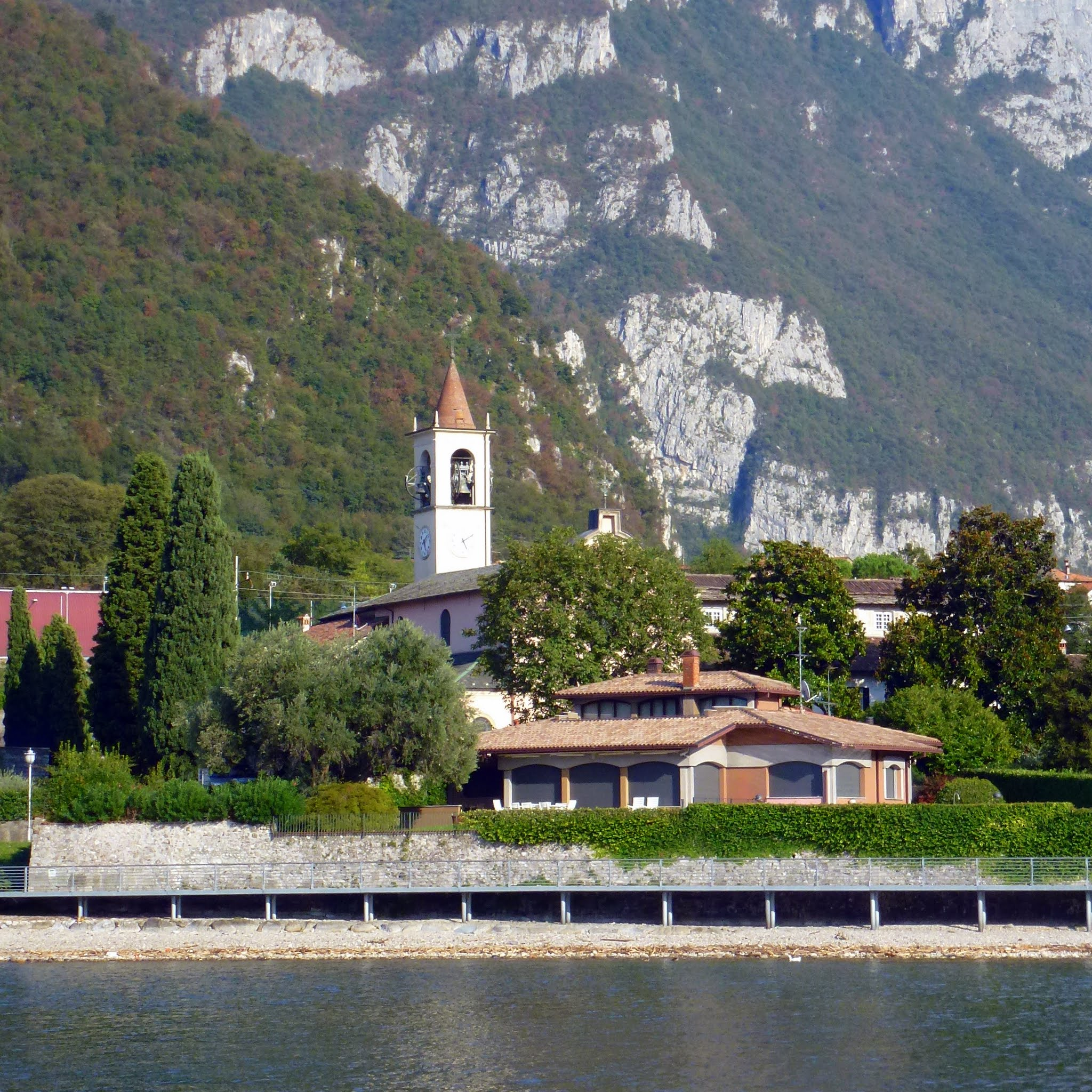
Kostel San Lorenzo
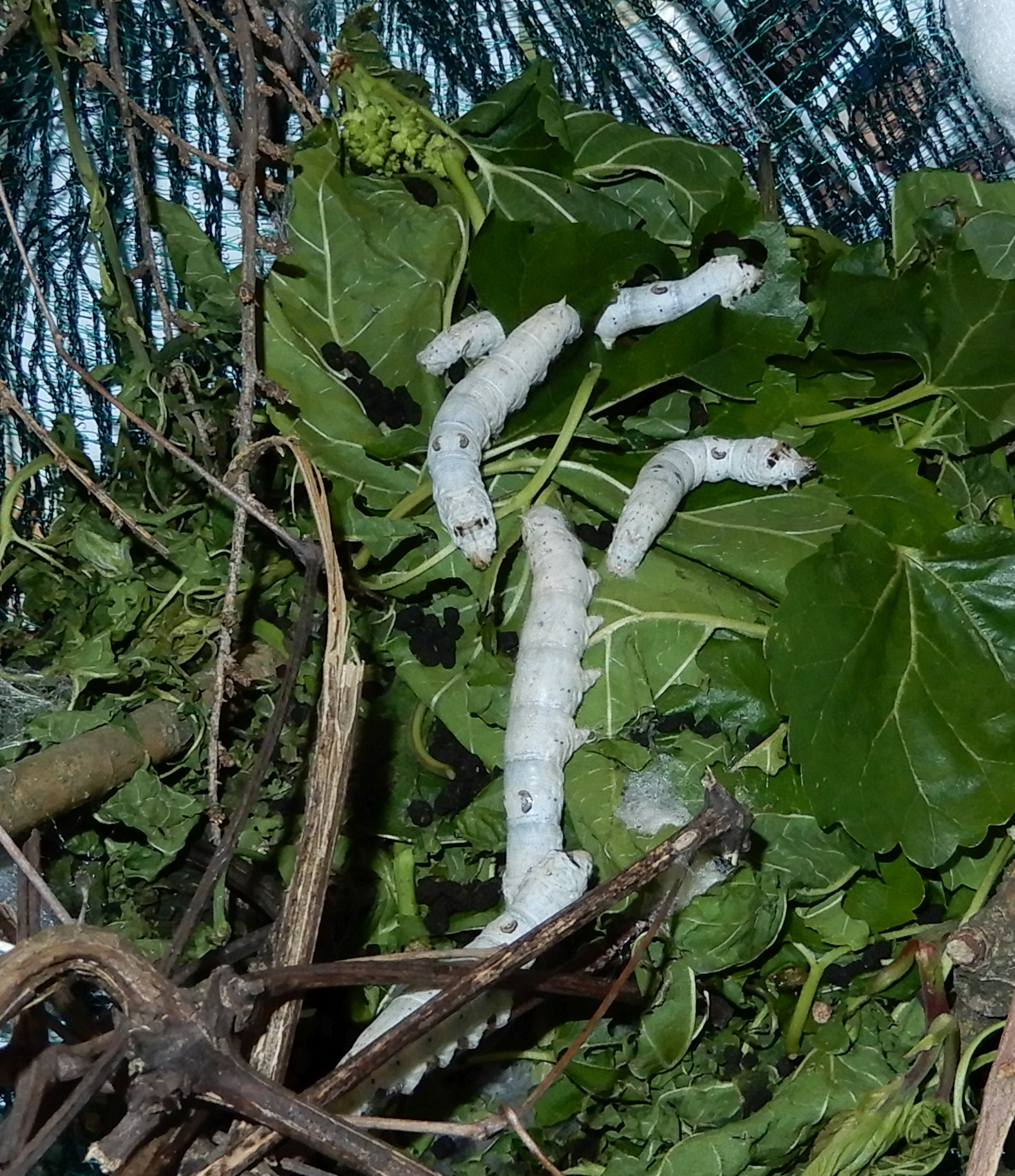
Muzeum: živé housenky bource morušového
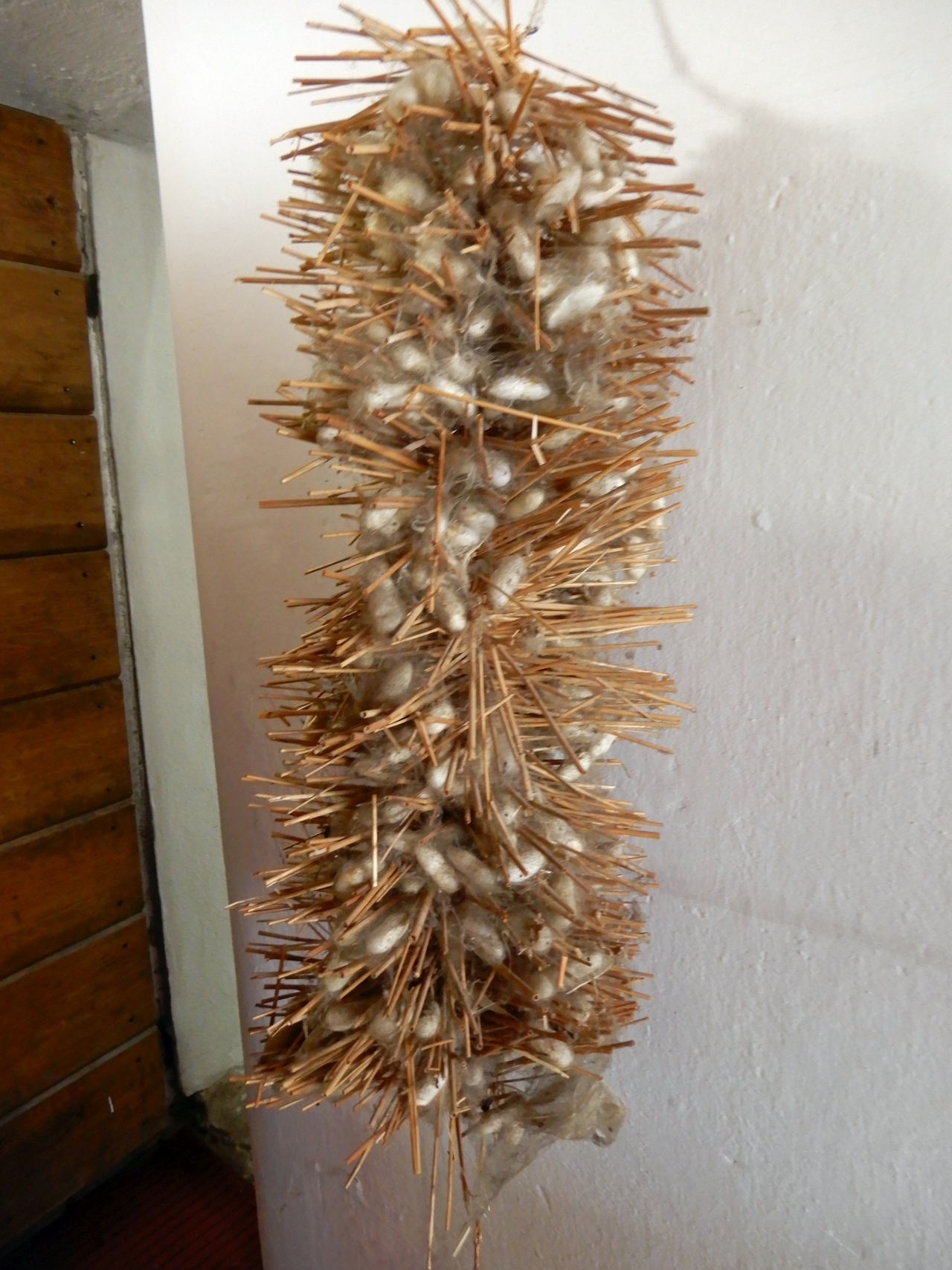
Muzeum: zakuklené housenky – kokony
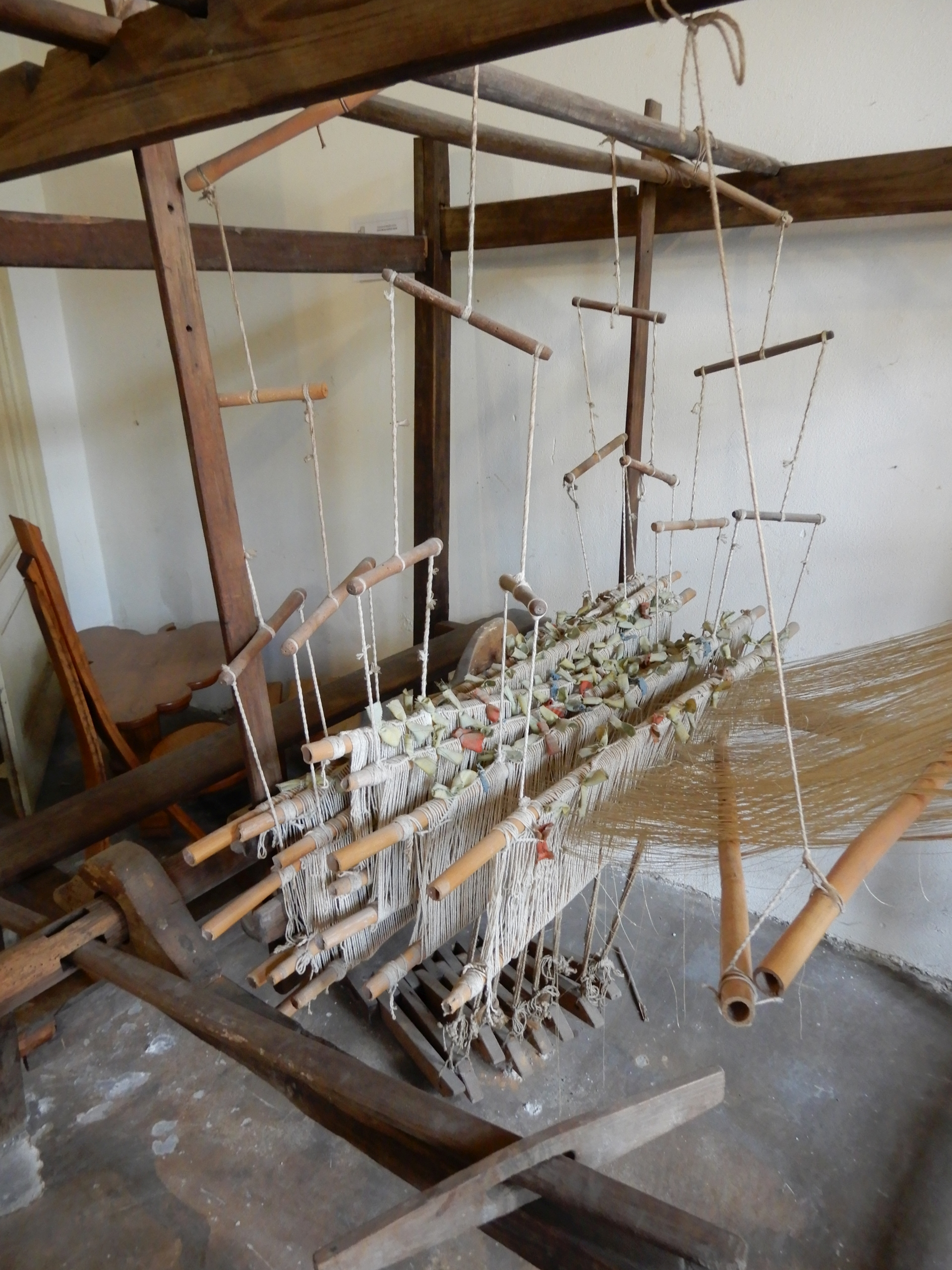
Muzeum: tkalcovský stav na hedvábí
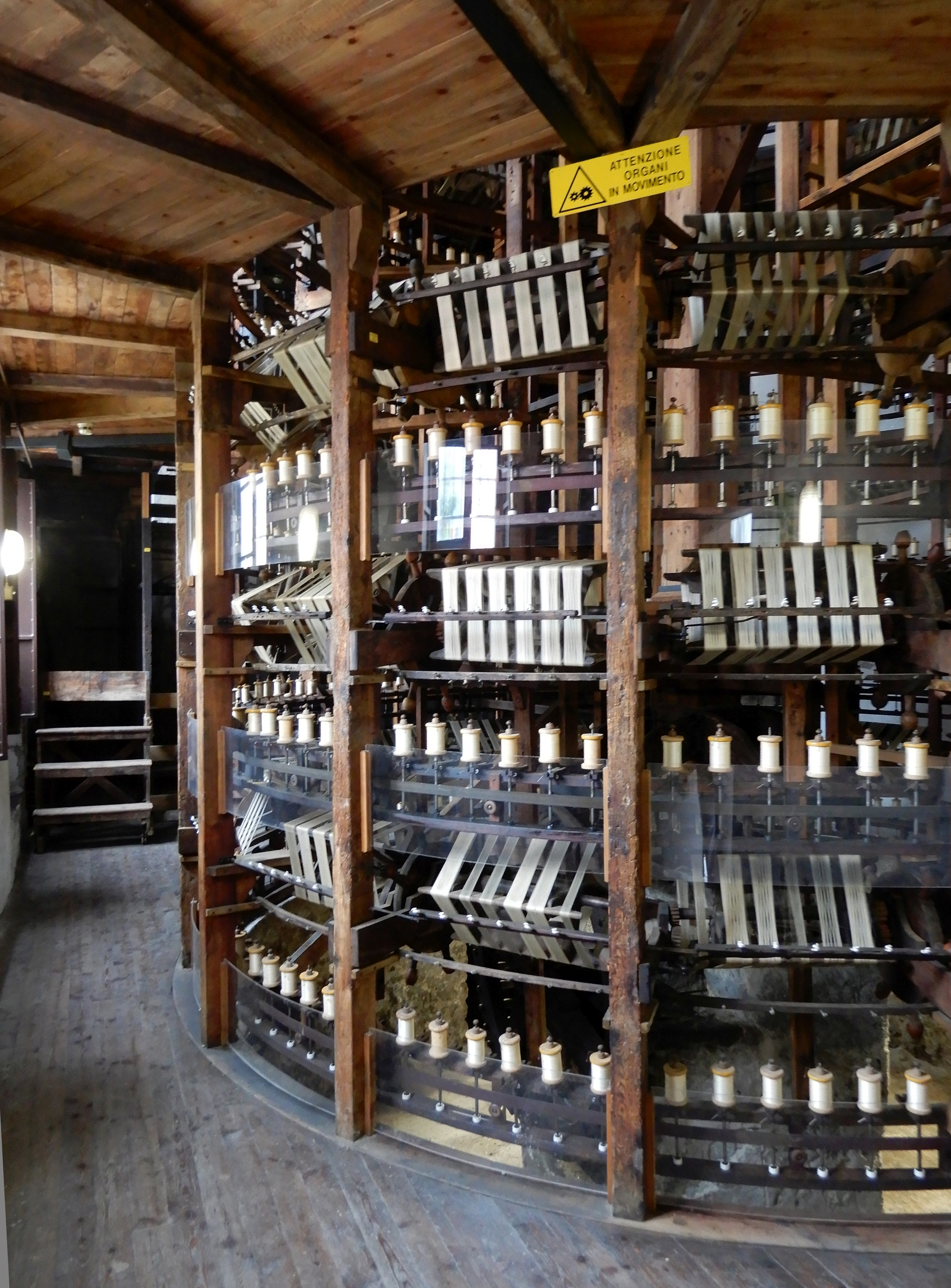
Muzeum: filatorium, 1818